# كريس دوفال
كريس دوفال (3 أغسطس 1983 في أستراليا - )  (بالإنجليزية: Chris Duval)‏ هو لاعب كريكت أسترالي. لعب مع فريق تسمانيا للكريكت وفريق جنوب أستراليا للكريكت ‏.

## وصلات خارجية
- كريس دوفال على موقع إي آس بي آن كريك إنفو (الإنجليزية)